# Championnat de Nouvelle-Calédonie de football 2004-2005
Navigation
Édition précédente Édition suivante
La saison 2004-2005 du Championnat de Nouvelle-Calédonie de football est la neuvième édition du championnat de première division en Nouvelle-Calédonie. Les trois meilleures équipes de Grande Terre et le champion des îles s'affrontent en phase finale pour déterminer le champion de Nouvelle-Calédonie.
C'est l'AS Magenta, double tenant du titre, qui remporte à nouveau la compétition cette saison après avoir battu l'AS Mont-Dore lors de la finale. C'est le troisième titre de champion de Nouvelle-Calédonie de l'histoire du club, qui réalisé même le doublé en s'imposant face à la JS Baco en finale de la Coupe de Nouvelle-Calédonie.

## Les clubs participants (Grande Terre)
- AS Mont-Dore
- AS Auteuil
- ACB Poya
- Gaïtcha FCN
- CA Saint-Louis
- AS Poum
- ASLN Kouaoua
- RS Koumac
- JS Baco
- US Calédonienne
- AS Magenta

## Compétition
Le classement est établi sur le barème de points suivant : victoire à 4 points, match nul à 2, défaite à 1.

### Division d'Honneur (Grande Terre)
| Rang | Équipe          | Pts | J  | G  | N | P  | Bp | Bc | Diff |
| ---- | --------------- | --- | -- | -- | - | -- | -- | -- | ---- |
| 1    | AS Magenta'T'C  | 73  | 20 | 17 | 2 | 1  | 80 | 23 | +57  |
| 2    | JS Baco         | 61  | 20 | 12 | 5 | 3  | 55 | 20 | +35  |
| 3    | AS Mont-Dore    | 61  | 20 | 12 | 5 | 3  | 46 | 22 | +24  |
| 4    | US Calédonienne | 58  | 20 | 11 | 5 | 4  | 38 | 24 | +14  |
| 5    | AS Poum         | 48  | 20 | 7  | 7 | 6  | 27 | 34 | -7   |
| 6    | RS KoumacP      | 45  | 20 | 7  | 4 | 9  | 36 | 38 | -2   |
| 7    | ACB Poya        | 40  | 20 | 5  | 5 | 10 | 30 | 48 | -18  |
| 8    | AS Auteuil      | 38  | 20 | 4  | 6 | 10 | 35 | 67 | -32  |
| 9    | CA Saint-LouisP | 35  | 20 | 3  | 6 | 11 | 23 | 45 | -22  |
| 10   | Gaïtcha FCN     | 34  | 20 | 4  | 3 | 13 | 30 | 53 | -23  |
| 11   | ASLN Kouaoua    | 30  | 20 | 2  | 4 | 14 | 23 | 49 | -26  |

|  | Qualification pour la phase finale                                                                |
|  | Relégation directe en Promotion d'Honneur                                                         |
|  | T : Tenant du titre C : Vainqueur de la Coupe de Nouvelle-Calédonie P : Club promu en Super Ligue |

- Les cinq derniers du classement sont relégués en deuxième division afin de permettre le passage de la Division d'Honneur de 11 à 8 clubs.

### Phase finale
Les trois clubs de Grande Terre retrouvent l'AS Kirikitr, le champion inter-îles.

#### Demi-finales
| Équipe 1    | Résultat | Équipe 2     | Aller | Retour |
| ----------- | -------- | ------------ | ----- | ------ |
| JS Baco     | 1 - 7    | AS Magenta   | 1 - 6 | 0 - 1  |
| AS Kirikitr | 1 - 4    | AS Mont-Dore | 1 - 1 | 0 - 3  |

#### Finale
| 30 avril 2005 | AS Magenta                 | 3 - 2 | AS Mont-Dore                | Stade Numa-Daly, Nouméa  |                          |
|               | Hmaé 27e, 73e · Sinédo 30e |       | 23e Jeansoule · 79e Euriboa | Arbitrage : Jimmy Wright | Arbitrage : Jimmy Wright |

## Bilan de la saison
| Championnat de Nouvelle-Calédonie de football 2004-2005 |                       |
| Champion                                                | AS Magenta (3e titre) |
| Coupes et trophées                                      |                       |
| Vainqueur de la Coupe de Nouvelle-Calédonie 2004-2005   | AS Magenta            |
| Qualifications continentales                            |                       |
| Coupe des champions d'Océanie 2006                      | AS Magenta            |
| Promotions et relégations                               |                       |
| Promus en Super Ligue                                   | Stade Koniambo        |
| Promus en Super Ligue                                   | AS Thio Sport         |
| Relégués en Promotion d'Honneur                         | ACB Poya              |
| Relégués en Promotion d'Honneur                         | AS Auteuil            |
| Relégués en Promotion d'Honneur                         | CA Saint-Louis        |
| Relégués en Promotion d'Honneur                         | Gaïtcha FCN           |
| Relégués en Promotion d'Honneur                         | ASLN Kouakoua         |